# استن ادواردز (بازیکن فوتبال، زاده ۱۹۴۲)
استن ادواردز (انگلیسی: Stan Edwards; ۱۱ دسامبر ۱۹۴۲ – فوریه ۲۰۱۴ (۷۱ ساله)) بازیکن فوتبال اهل بریتانیا بود.
از باشگاه‌هایی که در آن بازی کرده‌است می‌توان به باشگاه فوتبال پورت ویل و باشگاه فوتبال اورتون اشاره کرد.